# Tijdelijke noodmaatregel overbrugging voor behoud werkgelegenheid
De Tijdelijke noodmaatregel overbrugging voor behoud van werkgelegenheid (NOW, officieel Regeling van de Minister van Sociale Zaken en Werkgelegenheid van 31 maart 2020, 2020-0000046630, tot vaststelling van een tijdelijke subsidieregeling tot tegemoetkoming in de loonkosten teneinde de werkgelegenheid onder buitengewone omstandigheden te behouden) is een ministeriële regeling als een van de steunmaatregelen tijdens de coronacrisis in Nederland om ondernemingen te ondersteunen hun werknemers in dienst te houden.

## Achtergrond
De werktijdverkortingsregeling (WTV) is in maart 2020 ingetrokken, omdat deze niet werkbaar was bij het massale gebruik door de coronapandemie. De WTV is voorlopig vervangen door de NOW. Een verschil met de WTV is dat de NOW uitgekeerd wordt als voorschot, terwijl de WTV pas achteraf uitgekeerd werd.

## Regeling
De NOW keert bij een omzetverlies van minstens 20% voor drie maanden als subsidie uit een percentage van de loonkosten, die worden gesteld op 130% van de loonsom. Het percentage is 90% bij het volledig wegvallen van de omzet, en anders evenredig minder. Voorbeelden van de tegemoetkoming als percentage van de loonkosten: 
| Terugval in omzet | Tegemoetkoming |
| ----------------- | -------------- |
| 100%              | 90%            |
| 50%               | 45%            |
| 20%               | 18%            |
| 19%               | 0%             |

Bij de loonsom gaat het om het SV-loon. Het loon van een directeur-grootaandeelhouder (DGA) telt daarom vaak niet mee.
Een ontslagaanvraag tijdens de betreffende periode van 3 maanden vermindert, ongeacht het al of niet honoreren van de aanvraag, de subsidie meer dan evenredig, namelijk met 135% van de betreffende loonkosten.

## Werktijdverkorting
De regeling werktijdverkorting is gestopt. De NOW is daarvoor in de plaats gekomen.
Normaal maken elk jaar een paar honderd bedrijven gebruik van de mogelijkheid om werktijdverkorting aan te vragen voor medewerkers voor wie geen werk meer is. Op 17 maart 2020 hadden sinds het uitbreken van de coronacrisis bijna 78.000 bedrijven van deze mogelijkheid gebruik gemaakt.
Door het grotendeels stilvallen van bedrijven als gevolg van de genomen maatregelen, hebben tot 16 maart al 20.000 bedrijven voor 300.000 werknemers werktijdverkorting aangevraagd. Veel bedrijven kwamen in financiële problemen doordat de omzet binnen enkele dagen sterk daalde, soms tot nul, terwijl de kosten bleven.

### Verschillen met werktijdverkorting
De NOW is gebaseerd op een terugval van de omzet (omzetcriterium) in plaats van minder beschikbaar werk (urencriterium). Een ander verschil met de WTV is dat de werknemer niet hoeft te stoppen met werken. Ook verbruikt de werknemer geen WW-rechten.